# Lago Inle
El Inle (en birmano: အင်းလေးကန် MLCTS: ang: le: kan, [ʔɪ́ɰ̃lé kàɰ̃]) es un lago de agua dulce situado en las montañas Shan del estado homónimo, al este de Birmania. 

## Descripción
Con una superficie estimada de 120 km² es el segundo lago en extensión y uno de los más altos del país, constituyendo además uno de sus principales destinos turísticos. Su profundidad media varía entre los 2.10 m en la estación seca (3.60 m máximo) y los más de 4 m en la estación de monzón.

## Fauna
El ecosistema del lago contiene numerosas especies propias, entre ellas más de 20 especies de gasterópodos y 9 tipos de peces. Algunas de ellas, como la Sawbwa resplendens, la Microrasbora erythromicron, Cyprinidae, Danio erythromicron, Devario auropurpureus, Cyprinus intha y la Inlecypris auropurpurea, se encuentran en ocasiones en acuariofilia. La carpa herbívora (Ctenopharyngodon idella) y el Labeo rohita discurren por la neobiota. El lago Inle ha sido declarado oficialmente un santuario de aves desde 1985.
En sus orillas se encuentran 200 aldeas, mayoritariamente habitadas por los Intha («hijos del Lago»). La ciudad más poblada del entorno es Nyaung Swe (Yawnghwe), que tiene un canal de 4 m de profundidad hasta el lago (canal de Nankand).
El lago es aprovechado y cultivado y sus aguas forman canales entre las zonas de cultivo. Son famosos los jardines del lago y las casas flotantes. Hay incluso un mercado flotante.
En una de las orillas del lago se encuentra la pagoda de Phaung Daw U, una de las tres principales de Birmania, construida el siglo XVIII y que contiene imágenes de Buda del siglo XII.
Cerca del lago Inle se encuentra la aldea de Indein donde se alza un conjunto de pagodas llamado Shwe Inn Thein Paya, que cuenta con más de 1000 estupas y data del siglo XVII.
El lago se ha convertido en uno de los principales destinos turísticos de Myanmar, cerrando un circuito compuesto por las ciudades de Rangún, Bagan y Mandalay.

## Galería

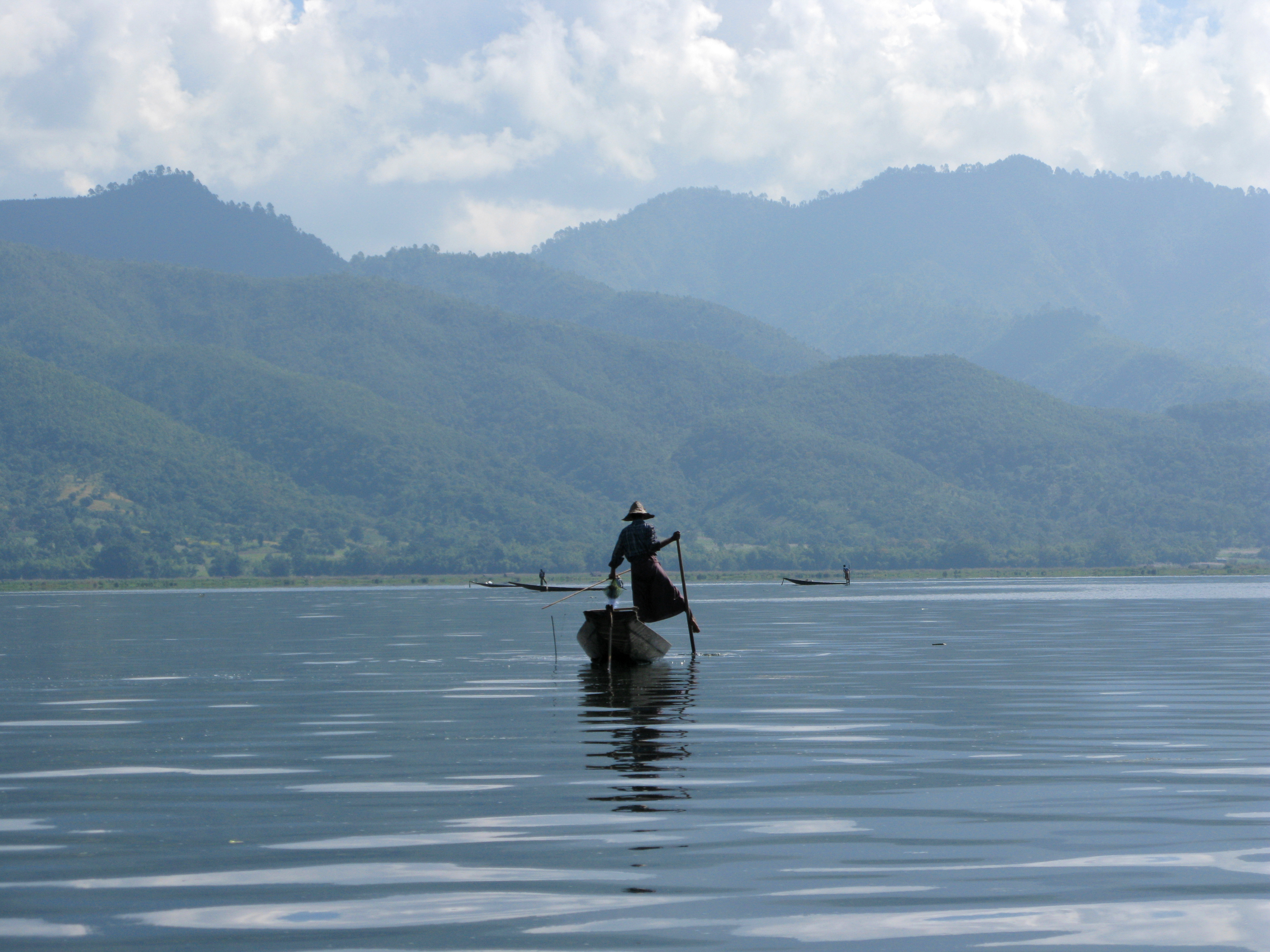
Pescador en el lago
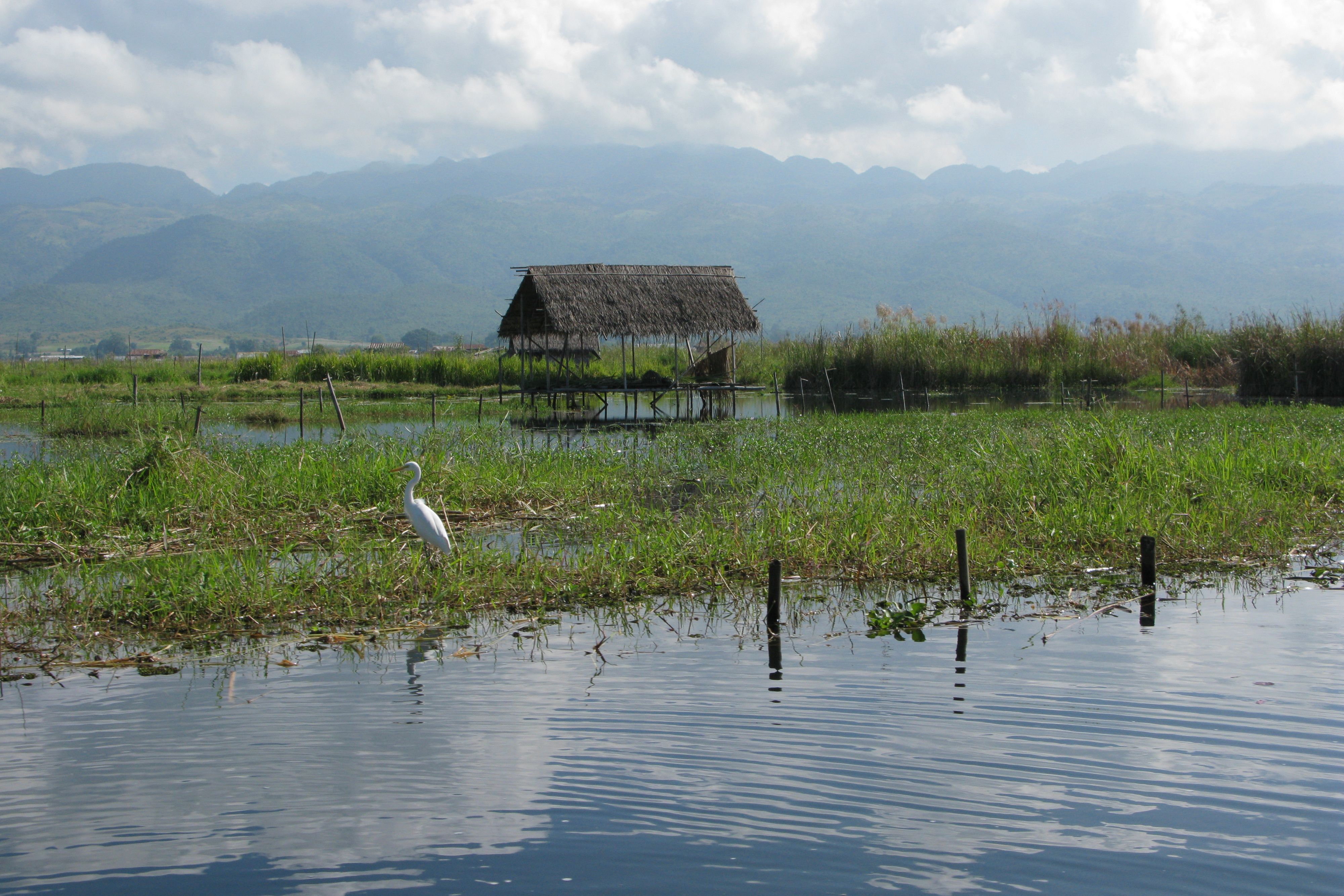
Aldea de Yawnghwe
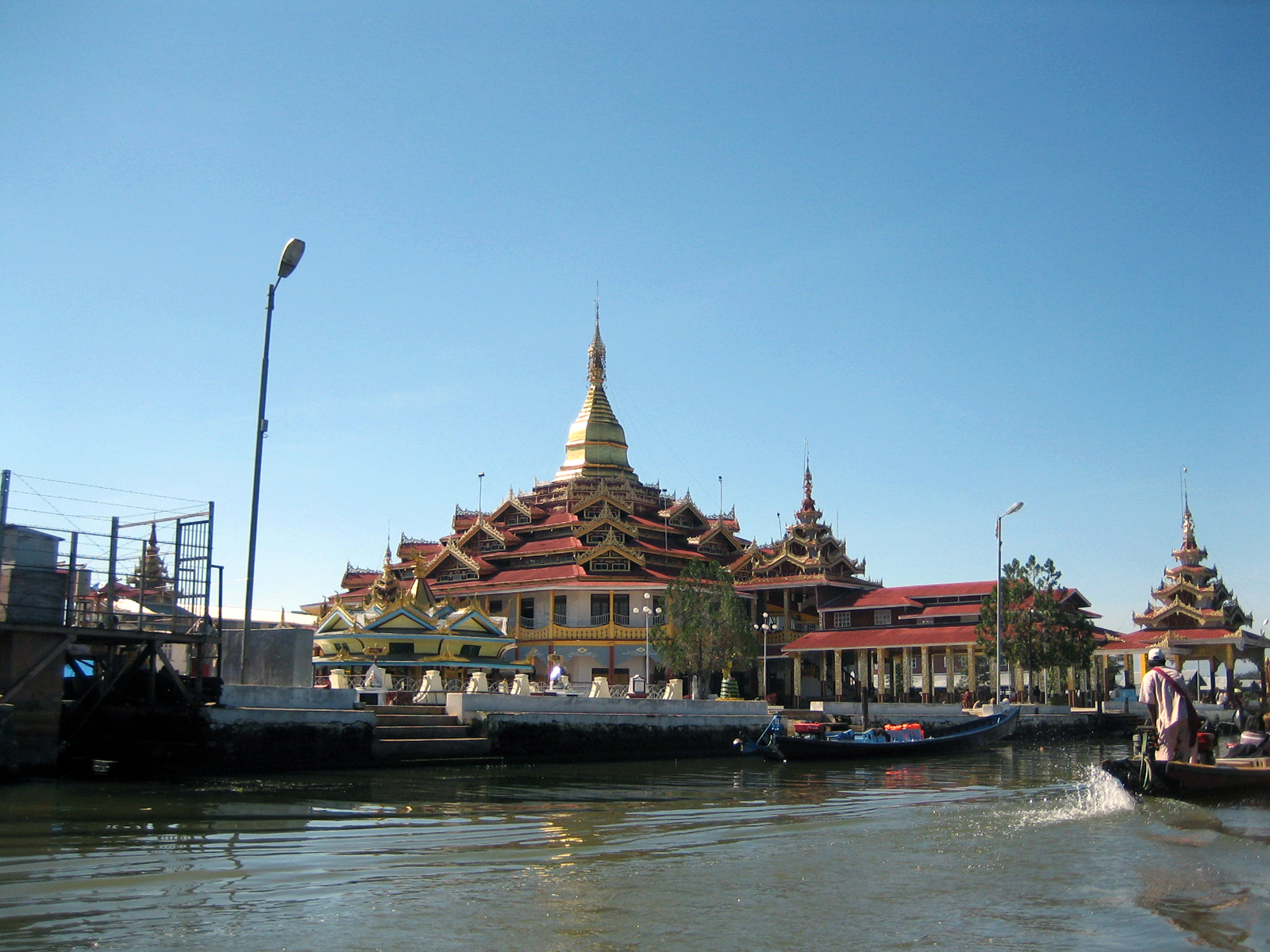
Pagoda de Phong To U